# Гойя (премия, 2017)
XXXI церемония вручения премии «Гойя» состоялась 4 февраля 2017 года. Ведущий — Дани Ровира.

## Номинации
Номинанты были объявлены 14 декабря 2016 года.

### Главные премии
| Лучший фильм | Лучший режиссёр |
| --- | --- |
| - Терпеливый / Tarde para la ira - Человек с тысячью лиц / El hombre de las mil caras - Джульетта / Julieta - Прости нас, господи / Que Dios nos perdone - Голос монстра / A Monster Calls                                                                            | - Хуан Антонио Байона — Голос монстра / A Monster Calls - Альберто Родригес — Человек с тысячью лиц / El hombre de las mil caras - Педро Альмодовар — Джульетта / Julieta - Родриго Сорогойен — Прости нас, господи / Que Dios nos perdone                     |
| Лучший актёр | Лучшая актриса |
| - Роберто Аламо — Прости нас, господи / Que Dios nos perdone - Антонио де ла Торре — Терпеливый / Tarde para la ira - Луис Кальехо — Терпеливый / Tarde para la ira - Эдуард Фернандес — Человек с тысячью лиц / El hombre de las mil caras                           | - Эмма Суарес — Джульетта / Julieta - Барбара Ленни — María (y los demás) - Пенелопа Крус — Королева Испании / La reina de España - Кармен Мачи — Открытая дверь / La puerta abierta                                                                           |
| Лучший актёр второго плана | Лучшая актриса второго плана |
| - Маноло Соло — Терпеливый / Tarde para la ira - Хавьер Гутьеррес — Олива / El olivo - Хавьер Перейра — Прости нас, господи / Que Dios nos perdone - Карра Элехальде — 100 метров / 100 metros                                                                        | - Эмма Суарес — Следующая кожа / La propera pell - Тереле Павес — Открытая дверь / La puerta abierta - Кандела Пенья — Секреты секса и любви / Kiki, el amor se hace - Сигурни Уивер — Голос монстра / A Monster Calls                                         |
| Лучший мужской актёрский дебют | Лучший женский актёрский дебют |
| - Карлос Сантос — Человек с тысячью лиц / El hombre de las mil caras - Родриго де ла Серна — Сто лет прощения / Cien años de perdón - Рикардо Гомес — 1898. Последние на Филиппинах / 1898. Los últimos de Filipinas - Рауль Хименес — Терпеливый / Tarde para la ira | - Анна Кастильо — Олива / El olivo - Белен Куэста — Секреты секса и любви / Kiki, el amor se hace - Рут Диас — Терпеливый / Tarde para la ira - Sílvia Pérez Cruz — Cerca de tu casa / Cerca de tu casa                                                        |
| Лучший оригинальный сценарий | Лучший адаптированный сценарий |
| - Рауль Аревало и Давид Пулидо — Терпеливый / Tarde para la ira - Хорхе Геррикаэчеваррия — Сто лет прощения / Cien años de perdón - Пол Лаверти — Олива / El olivo - Изабель Пенья и Родриго Сорогойен — Прости нас, господи / Que Dios nos perdone                   | - Альберто Родригес и Рафаэль Кобос — Человек с тысячью лиц / El hombre de las mil caras - Педро Альмодовар — Джульетта / Julieta - Пако Леон и Фернандо Перес — Секреты секса и любви / Kiki, el amor se hace - Патрик Несс — Голос монстра / A Monster Calls |
| Лучший иностранный фильм на испанском языке | Лучший европейский фильм |
| - Почётный гражданин / El ciudadano ilustre • Аргентина - Избранные / Las elegidas • Мексика - Издалека / Desde allá • Венесуэла - Anna / Anna • Колумбия | - Она / Elle • Франция - Я, Дэниел Блейк / I, Daniel Blake • Великобритания - Сын Саула / Saul fia • Венгрия - Гений / Genius • Великобритания |
| Лучший режиссёрский дебют | Лучший мультипликационный фильм |
| - Рауль Аревало — Терпеливый / Tarde para la ira - Сальвадор Калво — 1898. Los últimos de Filipinas / 1898. Los últimos de Filipinas - Marc Crehuet — El rey tuerto / El rey tuerto - Nely Reguera — María (y los demás) / María (y los demás)                        | - Психонавты, забытые дети / Psiconautas. Los niños olvidados - Большой собачий побег - Teresa eta Galtzagorri (Teresa y Tim) |

## Премия «Гойя» за заслуги
- Ана Белен